# 沖津海友
沖津海友（おきつ みゆ、1995年4月2日 - ）は、日本の元俳優。
東京都出身。男劇団 青山表参道X元メンバー。
主な代表作に『ONE PIECE LIVE ATTRACTION MARIONETTE』（サボ）、『弱虫ペダル』（川田拓哉）などがある。
2020年12月29日、所属していた事務所のオスカープロモーションを退所していたことを発表。
2022年10月26日、芸能界引退を発表。17年間の活動を終えた。

## 人物
趣味は写真・カメラ集め・沖縄三線。　
座右の銘は「常に物事の本質を考え続ける。」
事務所のレッスン同期に尾中琴美、入江麻衣子、大槻瞳、白鳥羽純などがいる。
講師は伊藤芳則。

## 出演
太字は主演、もしくはメインキャラクター。

### 舞台・ミュージカル
- SOULFUL SOUL（2016年3月9日、赤坂RED/THEATER）- 主演・明紀役
- エレメンタルホスピタル（2016年5月10日-5月15日、THEATER GREEN BIG TREE THEATER）
- 猛獣使いと王子様（2016年12月14日-12月18日、新宿村LIVE）- アルフレート 役
- カタルシス・そして（2018年10月）- 主演・伊藤和重 役
- 東京ワンピースタワー「ONE PIECE LIVE ATTRACTION MARIONETTE」（2019年4月-2020年3月）- サボ役[4]
- IN EASY MOTION Vol.40 冷たい火（2020年8月11日-8月16日、小劇場B1）[5]
- 女剣士小夏（2020年11月10日-15日、シアターグリーンBox in Box THEATE）[6]
- おかしな転生（2020年12月3日-6日、ラゾーナ川崎プラザソル）- エーベルト 役
- IN EASY MOTION Vol.45 祈り～愛する人に死を撃つな～（2022年1月8日 - 16日、シアター711） [7]
- IN EASY MOTION Vol.46 右手の上を天使が歩く（2022年6月28日 - 7月3日、小劇場B1）

### テレビドラマ
- 緑川警部シリーズ4・緑川警部 VS 33分の勇気（2012年12月17日、TBS）
- ビンタ!
〜弁護士事務員ミノワが愛で解決します〜（2014年10月2日-12月19日、読売テレビ） - 大塚健吾 役
- 表参道高校合唱部!（2015年7月17日-9月25日、TBS） - 遠藤陸 役
- 地球防衛機構(株)（2015年10月6日-10月20日、NHK）
- わたしを離さないで（2016年1月29日、TBS）
- ぼくのいのち（2016年3月23日、読売テレビ）
- 弱虫ペダル（2016年8月26日-10月7日、BSスカパー!）- 川田拓哉 役

### 映画
- 一週間フレンズ（2017年）
- すんドめ New（2017年）

### WEBドラマ
- サナギ（2020年、Youtube）- 柴田教平 役

### テレビCM
- SUNTORY「デカビタC」モンハンコラボキャンペーン（2018年）

### MV
- WHITE JAM「咲かないで」（2016年）

### その他
- 心止村湯けむり事件簿（2016年、AEDサスペンス劇場）